# Väinö Tiiri
Väinö Edward Tiiri, född 31 januari 1886, död 30 juli 1966, var en finländsk gymnast.
Tiiri tävlade för Finland vid olympiska sommarspelen 1908 i London, där han var med och tog brons i lagmångkampen.
Vid olympiska sommarspelen 1912 i Stockholm var Tiiri med och tog silver i lagtävlingen i fritt system. 